# 安吉鲁斯·西里修斯
安吉鲁斯·西里修斯（Angelus Silesius ）德国医生、天主教神父、神秘主义宗教诗人，生于西里西亚，早年信仰新教，在阅读雅各·波墨作品后皈依天主教，加入方济各会，最後退休住在耶稣会會院。